# Kosořice
Kosořice (en allemand : Kosorschitz) est une commune du district de Mladá Boleslav, dans la région de Bohême-Centrale, en République tchèque. Sa population s'élevait à 516 habitants en 2020.

## Géographie
Kosořice se trouve à 10 km au sud-est de Mladá Boleslav et à 48 km au nord-est de Prague.
La commune est limitée par Dobrovice au nord, par Pěčice et Jabkenice à l'est, par Charvatce et Smilovice au sud, et par Luštěnice à l'ouest.

## Histoire
La première mention écrite de la localité date de 1347.

## Transports
Par la route, Kosořice se trouve à 17 km de Mladá Boleslav et à 57 km du centre de Prague.